# Star Red
Star Red (スター・レッド) est un shōjo manga de science-fiction écrit et dessiné par Moto Hagio, pré-publié entre 1978 et 1979 dans le magazine Shūkan Shōjo Comic de Shōgakukan.

## Description
L'histoire du manga se déroule en 2276 ; dans ce futur, la surpopulation sur Terre a poussé l'humanité à coloniser l'espace, d'abord le système solaire, puis les systèmes de Proxima Centauri, d'Alpha Centauri, de l'étoile de Barnard et de Sirius. En outre, la Terre est au bord d'une guerre de satellites militaires, ce qui a poussé les grandes villes à s'enfermer dans des dômes de protection, laissant la périphérie de ces dernières abandonnée. Parmi les planètes colonisées par l'humanité se trouve Mars.
La colonisation de Mars a débuté en 2050, mais face à un taux de mortinatalité extrêmement élevé chez les colons, rendant toute colonisation sur le long-terme impossible, la planète est transformée en prison 2070, avant que la Terre n'abandonne la planète en 2150, laissant les prisonniers mourir sur place. Mais quelques bébés parviennent tout de même à naître grâce à des mutations leur offrant des pouvoirs parapsychologiques pour compenser le manque d'eau et d'oxygène. Ces pouvoirs ne cessent d'augmenter au fil des générations de martiens.
Lorsque l'humanité tente à nouveau de coloniser Mars en 2264, elle découvre avec stupeur cette population martienne, et décide de la massacrer ou encore d'expérimenter sur elle. Parmi les martiens survivants se trouve la protagoniste de l'œuvre, Sei Red (レッド・星) ; Sei est une martienne de cinquième génération dotée de puissants pouvoirs (télépathie, télékinésie et téléportation) et est exilée sur Terre, cachant son identité martienne,.
Sa situation change lorsqu'elle rencontre un mystérieux alien nommé Erg (エルグ), qui la pousse à venir sur Mars. Là, Sei entre en conflit avec l'humanité, mais aussi les martiens, et finalement une grande puissance qui domine l'univers ; constamment rejetée, Sei finit par mourir, mais sa conscience survit dans une sorte de limbes, où elle rencontre divers esprits aux identités sexuelles particulièrement floues, qui par leur union, lui permettent de renaître comme martienne de sixième génération.

## Genèse de l'œuvre

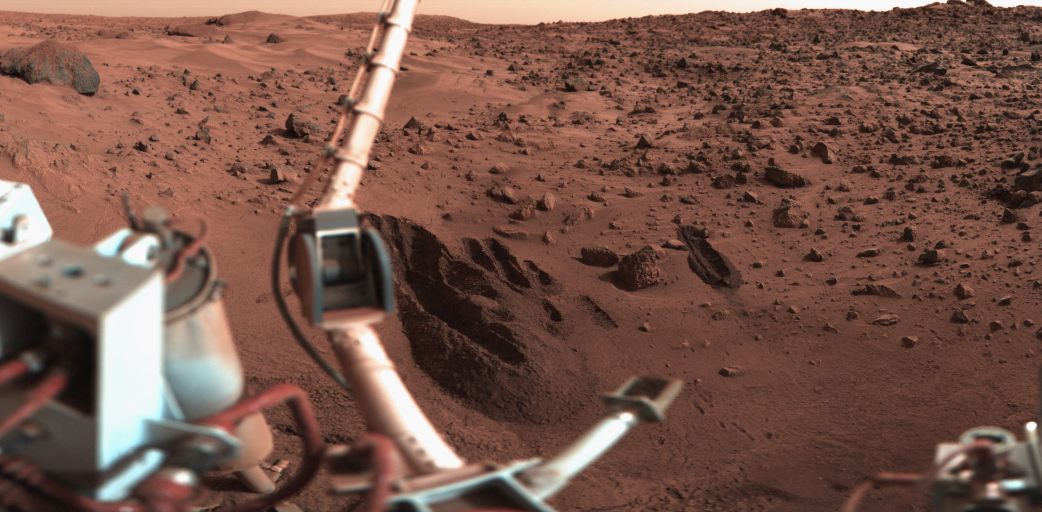
Photographie de la surface de Mars prise en 1977 par l'atterrisseur de Viking 1.

Pour la conception de ce manga, Moto Hagio explique que l'éditeur en chef du magazine hebdomadaire Shūkan Shōjo Comic lui demande subitement une nouvelle série et qu'elle a trois jours pour produire une page d'annonce en couleur. Prise au dépourvue, l'autrice qui est très intriguée par la planète Mars décide de créer une histoire à propos d'un « enfant martien qui après avoir été élevé sur Terre, se rend sur Mars ». Pour créer les paysages martiens, la mangaka s'appuie sur un album de photographies prises lors de la mission d'exploration martienne de la NASA nommée Viking 1.
Le premier chapitre est publié dans le numéro 23 du magazine de l'année 1978, sorti le 28 mai. Il faut attendre environs un mois de publication pour que l'autrice sache réellement comment terminer la série ; c'est notamment pourquoi le personnage de Yodaka, qui enfante Sei, change de sexe de mâle à femelle au cours de l'histoire. La série s'achève dans le numéro 3 du magazine de l'année 1979, sorti le 5 février.

## Réception
Le manga obtient en 1980 le prix de la meilleure bande dessinée lors de la 11e édition du prix Seiun.